# Solopgang
Solopgang er betegnelsen for det daglige fænomen, hvor Solen står op og bryder horisonten. Fysisk set sker dette, fordi Jorden drejer om sin egen akse med en omdrejningstid på et døgn. Når solen forsvinder i horisonten kaldes det for solnedgang.
Tidspunktet for solopgang og solnedgang angives som tidspunktet for når enten solens øverste punkt eller dens midte rammer horisonten. Det er imidlertid sjældent at det bliver angivet hvilken metode der anvendes og der er ofte flere minutters forskel på forskellige mediers angivelse af solens op- og nedgangstidspunkter.